# Кизел (река)
Ки́зел (в верховье Восточный Кизел) — река в России, давшая название городу Кизел, правый приток Вильвы, реки бассейна Яйвы. Длина реки — 24 км. Площадь водосборного бассейна — 218 км².
Название происходит предположительно от коми-пермяцкого кыдз оль — «смешанный берёзово-еловый лес на заболоченной низине».
Начало берёт в лесном массиве у посёлка Северный Коспашский на западном склоне хребта Белый Спой. Протекает на запад, немного на юго-запад, далее на северо-запад до устья при впадении в Вильву. Высота устья — 159 м над уровнем моря.

## Притоки
По порядку от устья:
- Опаленная (пр)[4]
  - Вьящер (лв)[4]
- Сухой Кизел (лв)[4]
- Малый Полуденный Кизел (лв)[4]
- Ивановка (пр)[6]
- Северный Кизел (пр)[4]
- Полуденный Кизел (лв)[4]
- Галановка (пр)[7].

## Населённые пункты
- Северный Коспашский
- Кизел
- Расик

## Данные водного реестра
По данным государственного водного реестра России относится к Камскому бассейновому округу, водохозяйственный участок реки — Кама от города Березники до Камского гидроузла, без реки Косьва (от истока до Широковского гидроузла), Чусовая и Сылва, речной подбассейн реки — бассейны притоков Камы до впадения Белой. Речной бассейн реки — Кама.
Код объекта в государственном водном реестре — 10010100912111100007345.